# Beinwil (Freiamt)
Beinwil (Freiamt) is een gemeente en plaats in het Zwitserse kanton Aargau en maakt deel uit van het district Muri.
Beinwil telt 1.071 inwoners.
Tot eind 1950 heette de gemeente Beinwil bei Muri.
Abtwil · Aristau · Auw · Beinwil · Besenbüren · Bettwil · Boswil · Buttwil · Bünzen · Dietwil · Geltwil · Kallern · Merenschwand · Mühlau · Muri · Oberrüti · Rottenschwil · Sins · Waltenschwil
- Gemeinsame Normdatei: 4278635-6
- Historisch woordenboek van Zwitserland: 001779
- Nationale Bibliotheek van Tsjechië: xx0328829
- Virtual International Authority File: 134377996
- WorldCat: E39PBJrck6tbPYrKyrypKVxYyd